# Written in the Sand
Written in the Sand es el quinto álbum de estudio de la banda inglesa de hard rock y heavy metal Michael Schenker Group, publicado en 1996 por Positive Energy Records. Tras la separación del proyecto McAuley Schenker Group, el guitarrista y fundador Michael Schenker decidió reformar la banda junto a Leif Sundin en la voz y regresar a su clásico sonido. El título del disco proviene de una entrevista que dio Michael diciendo que: «No importa que pasó con nosotros, seguimos escritos en la arena». 
Originalmente se lanzó en 1996 solo para el mercado japonés a través de Zero Corporation, en donde alcanzó el puesto 22 en la lista musical Oricon. Meses más tarde se relanzó en varios mercados europeos y en los Estados Unidos apareció recién en abril de 1999, y que incluyó solo para ese país las canciones «Into the Arena» y «Cry for the Nations» en versión en vivo.

## Lista de canciones
| N.º | Título                      | Escritor(es)     | Duración |  |
| 1.  | «Brave New World»           | Schenker, Sundin | 4:14     |  |
| 2.  | «Cry No More»               | Schenker, Sundin | 5:18     |  |
| 3.  | «I Believe»                 | Schenker, Sundin | 5:48     |  |
| 4.  | «Back to Life»              | Schenker, Sundin | 6:12     |  |
| 5.  | «Written in the Sand»       | Schenker, Sundin | 3:28     |  |
| 6.  | «Essenz» (instrumental)     | Schenker         | 5:21     |  |
| 7.  | «Love Never Dies»           | Schenker, Sundin | 5:45     |  |
| 8.  | «I Will Be There»           | Schenker, Sundin | 5:03     |  |
| 9.  | «Take Me Through the Night» | Schenker, Sundin | 6:08     |  |
| 10. | «Down the Drain»            | Schenker, Sundin | 3:46     |  |

| Pista adicional solo en Japón |                            |                  |          |  |
| N.º                           | Título                     | Escritor(es)     | Duración |  |
| 11.                           | «Sweet Cool Kiss of Night» | Schenker, Sundin | 4:29     |  |

| Pistas adicionales solo en Estados Unidos |                                 |                  |          |  |
| N.º                                       | Título                          | Escritor(es)     | Duración |  |
| 11.                                       | «Into the Arena» (en vivo)      | Schenker         | 3:56     |  |
| 12.                                       | «Cry for the Nations» (en vivo) | Schenker, Barden | 5:35     |  |

## Posicionamiento en listas musicales
| País  | Lista (1996)       | Posición |
| ----- | ------------------ | -------- |
| Japón | Japan Albums Chart | 22       |

## Personal
- Leif Sundin: voz
- Michael Schenker: guitarra líder
- Barry Sparks: bajo
- Shane Gaalaas: batería
- Claude Gaudette: teclados (músico de sesión)